# Arrocera San Fernando
Arrocera San Fernando est une localité uruguayenne du département de Treinta y Tres.

## Localisation
Située au nord-est du département de Treinta y Tres, Arrocera San Fernando se niche à proximité du Río Tacuarí, au sud-est de la localité de Arrocera Rincón.

## Population
D’après le recensement de 2011, Arrocera San Fernando compte 72 habitants.

## Source
- (de) Cet article est partiellement ou en totalité issu de l’article de Wikipédia en allemand intitulé « Arrocera San Fernando » (voir la liste des auteurs).